# Drosophila paralutea
Drosophila paralutea är en tvåvingeart som beskrevs av Bock och Wheeler 1972. Drosophila paralutea ingår i släktet Drosophila och familjen daggflugor.
Artens utbredningsområde täcker Thailand och Borneo.